# ATP Challenger Guangzhou-2
Der ATP Challenger Guangzhou (offiziell: Guangzhou Challenger) war ein Tennisturnier, das 1988 und 1992 in Guangzhou, China, stattfand. Es gehörte zur ATP Challenger Tour und wurde im Freien auf Hartplatz gespielt.

## Liste der Sieger

### Einzel
| Jahr                         | Sieger       | Finalgegner         | Ergebnis |
| ---------------------------- | ------------ | ------------------- | -------- |
| 1992                         | Leander Paes | Richard Matuszewski | 6:3, 6:3 |
| 1989–1991: nicht ausgetragen |              |                     |          |
| 1988                         | Roh Gap-taik | Peter Carter        | 7:5, 6:2 |

### Doppel
| Jahr                         | Sieger                         | Finalgegner                       | Ergebnis      |
| ---------------------------- | ------------------------------ | --------------------------------- | ------------- |
| 1992                         | Kent Kinnear Christian Saceanu | Richard Matuszewski John Sullivan | 6:7, 6:3, 6:4 |
| 1989–1991: nicht ausgetragen |                                |                                   |               |
| 1988                         | Steve DeVries John Sobel       | Joseph Russell Andrew Sproule     | 7:6, 4:6, 6:4 |